# Даи (проповедник)
Да́и, да́ия (араб. دَاعِيَةٌ‎ «проповедник») — исламский проповедник, призывающий к исламу. Даи часто произносит проповеди на религиозные темы перед группой людей. Реже встречаются проповедники, которые проповедуют на улице, или те, чье послание не обязательно религиозное, но проповедует с такими компонентами, как моральное, социальное или философское мировоззрение. В эпоху Фатимидского халифата этот термин использовался для обозначения важных религиозных лидеров, помимо наследственных имамов, а «дават» или «миссия» — это организация клерикального стиля.